# Conférence permanente des Évêques orthodoxes ukrainiens en dehors des frontières de l'Ukraine
La Conférence permanente des Évêques orthodoxes ukrainiens en dehors des frontières de l'Ukraine est un organe de coordination de l'épiscopat orthodoxe ukrainien hors d'Ukraine.
Elle rassemble les évêques de l'Église orthodoxe ukrainienne des USA (et de la diaspora) et ceux de l'Église orthodoxe ukrainienne du Canada.
Ces deux juridictions font partie du Patriarcat œcuménique de Constantinople